# Коллація
Коллація (лат. Collatia) — стародавнє латинське або сабінське місто, що знаходилося на річці Анієн, приблизно в 15 км на схід від Риму.

## Походження
Відповідно до Вергілія і Страбону Коллація була одним із міст, заснованих вихідцями з Альба-Лонги.
«Дійсно, ця місцевість не була від природи добре захищена, і в околицях не було стільки придатної землі, скільки потрібно для міста, і навіть не вистачало населення, яке могло б там жити. Адже люди, що мешкали там, жили самі по собі (хоча їх територія майже торкалася стін споруджуваного міста) і не особливо піклувалися про албанців. Це були Коллація, Антемни, Фідени, Лабик та інші, тоді маленькі [албанські] містечка, а тепер селища або володіння приватних громадян у 30 стадіях або трохи більше від Риму.»
За словами Лівія, Коллація була захоплена Тарквінієм Пріском під час війни з сабінянами, за перемогу над якими цей цар у 585 до н. е. отримав тріумф.
«Коллація, і всі землі по цю сторону Коллації були відібрані у сабінян. Егерій, царський племінник, був залишений у Коллації із загоном. Коллатинці здалися, і, наскільки мені відомо, порядок здачі був такий. Цар запитав: „Це ви — посли і ходатаї, послані коллатинським народом, щоб віддати в наші руки себе самих і коллатинський народ?“ — „Ми“. — „Чи владний над собою коллатинський народ?“ — „Владний“. — „Чи віддаєте ви коллатинський народ, поля, воду, прикордонні знаки, храми, начиння, все, що належить богам і людям, у мою і народу римського владу?“ — „Віддаємо“. — „А я приймаю“. Завершивши сабінську війну, Тарквіній тріумфатором повертається до Риму.»
З розповіді Діонісія Галікарнаського випливає, що Коллація була взята в ході кампанії проти сусідніх з Римом латинських міст, задуманої на початку правління Тарквінія, а сабінська війна була пізніше. Після сдачі Коллації там був розміщений гарнізон на чолі  з племінником царя Аррунтом Тарквінієм, який став пожиттєвим правителем з необмеженими повноваженнями.
«А жителі так званої Коллації спробували виступити з боєм проти римських військ, для чого вийшли зі свого міста; але, терплячи ураження у всіх сутичках і несучи багаточисельні втрати, вони змушені були тікати зворотно під захист стін і стали розсилати гінців в латинські міста, просячи союзницького війська. Але оскільки допомога від тих йшла дуже повільно, а ворог у багатьох місцях штурмував стіни, коллатинці з плином часу змушені були здати місто. Проте вони не зустріли такого поміркованого поводження з собою, як номентанці і крустумерійці, але цар відібрав у них зброю і покарав їх грошовою пенею, а також залишив у місті досить великий гарнізон і поставив правити ними з необмеженою владою пожиттєво Аррунта Тарквінія, свого племінника від брата, який народився після смерті як свого батька Аррунта, так і діда Демарата і не успадкував ні з батьківського, ні з дідівського стану належну йому частку, і з цієї причини був прозваний Егерієм. Адже римляни іменують так нужденних і жебраків. Але відколи він прийняв на себе піклування над цим містом, він сам отримав прізвисько Коллатин і всі його нащадки.»

## Чим відоме місто
Саме у Коллації відбулась досить важлива подія для Риму.
Деталі історії варіюються залежно джерела. Основна думка така: під час облоги Ардеї на бенкеті у Секста Тарквінія (сина царя Тарквінія Гордого) відбулася суперечка про переваги дружин бенкетуючих. Щоб її вирішити, сперечальники скочили на коней і вирушили по черзі до будинку кожного.
«„Чому ж, якщо ми молоді й бадьорі, не схопитися нам на коней і не подивитися на власні очі, які наші дружини? Несподіваний приїзд чоловіка покаже це кожному з нас найкраще“. Підігріті вином, всі у відповідь: „Їдемо!“ І у весь опір помчали до Риму.»
Тільки дружину Коллатина застали за роботою — Лукреція пряла шерсть біля вікна, тоді як царські невістки вдавалися до забав. Наступного вечора Секст повернувся до будинку свого родича та вночі, загрожуючи жінці мечем, зґвалтував її під загрозою шантажу.
«Бачачи, що Лукреція непохитна, що її не похитнути навіть страхом смерті, він, щоб налякати її ще сильніше, пригрозив їй ганьбою: до неї, мертвої, в ліжко він підкине, прирізавши, голого раба — нехай кажуть, що вона вбита в брудному перелюбстві. Цією жахливою загрозою він здолав її непохитну цнотливість.»
Лукреція послала гінця до батька та чоловіка. Коли вони прибули у супроводі Луція Юнія Брута та Публія Валерія, вона розповіла їм про те, що сталося, і наклала на себе руки. Витягнувши ніж із мертвого тіла Брут клянеться помститися.
""Цією найчистішою раніше, до царського злочину, кров'ю клянуся - і вас, боги, беру в свідки, - що відтепер вогнем, мечем, чим тільки зумію, переслідуватиму Луція Тарквінія з його злочинною дружиною та всім потомством, ще не потерплю ні їх, ні кого іншого на царстві в Римі". Потім Брут передає ніж Коллатину, Лукрецію та Валерію, які повторюють слова клятви."
Тіло Лукреції винесли на вулиці, демонструючи злочин царської влади. Піднявши народ у Коллації, повсталі попрямували до Риму. Там вони також надихнули народ на боротьбу, після чого ухвалилося рішення про вигнання царя.
Першими консулами республіки було обрано Брута і вдівця Коллатина.

## Характеристика місцевості
"Весь Лаціум - благодатний край, багатий всілякими плодами, крім небагатьох місцевостей на узбережжі, які болотисті та нездорові (Наприклад, область ардійців, область між Анцієм і Ланувієм до Поментинської рівнини і деякі місцевості в області Сетії і околицях Тарракіни і Кіркея), або деяких гірських і кам'янистих областей. Втім, навіть і останні не зовсім безплідні і безкорисні, а мають огрядні пасовища, ліси і дають деякі плоди, що ростуть на болотистому і кам'янистому грунті. На рівнині Кекуб, хоч і болотистій, росте виноградна лоза, що дає краще вино, так названа "деревна лоза""
«Що стосується міст Лація, то їх положення можна визначити в одних випадках по різним відмінним признакам, а в інших — по найбільш відомим дорогам, які прокладені по Лаціуму, бо ці міста розташовані або на цих дорогах, або поблизу, або між ними.»

## Подальша доля міста
За часів Цицерона місто втратило будь-яке значення.
Страбон згадує його серед поселень, які вже не можна називати містами, ні селищами, ні приватними володіннями.
Пліній Старший називає Коллацію в числі міст Лація, від яких не залишилося слідів.
«Крім Риму, в Лації — [історично] першої області [Римської держави] — колись існували славні міста Сатрікум, Пометія, Скаптія… Брати участь разом з ними в жертвоприношеннях на горі Альбанській мали звичайні [жителі] Альби, Альбани, Есоли, Акція, Аболи… Таким чином, з народів стародавнього Лація 53 зникли без сліду.»

## Сучасність
Це місце, безсумнівно, слід шукати на пагорбі, який зараз займає великий середньовічний укріплений замок Castello di Lunghezza, безпосередньо на південь від Анієна, з'єднано вузькою горловиною з плоскогір'ям на південному сході, на якому стояло місто: воно захищене широкими долинами з усіх боків, а на південному сході ізольоване глибокою вузькою долиною, розширеною внаслідок розрізу. Залишків не видно, але місце чудово пристосоване для давнього поселення.